# مشكن
مشكن (العبرية מִשְׁכַּן) مسكن أو خيمة الاجتماع (אֹהֶל מוֹעֵד أهل موعد) هو الحرم المحمول والذي وفقا للتناخ، الكتاب المقدس اليهودي، حمله بني إسرائيل معهم في التيه بعد الخروج من مصر قبل بناء حرم مركزي دائم.

## أسماء
مسكن هو مجرد واحد من عدة أسماء للحرم المحمولة. ومشكن وتعني مسكن ومشتق لغويا من الجذر שׁכן شكن، (مثل سكينة). بالمعنى الضيق، تشير مسكن فقط إلى الهيكل الخشبي المطلي بالذهب الذي سيتم وضع الخيمة عليه.
الأسماء التناخية الأخرى لمكان العبادة هي مقدس ( מִקְדָּשׁ ) ، أُهِل هاعدوت ( אֹהֶל הָעֵדוּת  ، «خيمة الشهادة») وأُهِل موعِد ( אֹהֶל מוֹעֵד ). هذا الأخير هو الاسم الذي يمكن ترجمته على أنه «خيمة اللقاء» أو «خيمة الاجتماع». لا يفرق نص الكتاب المقدس دائمًا بوضوح بين هذه المصطلحات. لذلك في سفر الخروج. اصحاح 39: 32 تحدث عن مسكن خيمة الاجتماع. اتبع هيرونيموس هذا النموذج في ترجمته اللاتينية عن طريق ترجمة كل من أُهِل و مشكن بكلمة خيمة . تبع ذلك لاحقًا إصدار الملك جيمس، الذي يترجم كل المصطلحات بخيمة الاجتماع.

## أهمية
لائحة بناء الملجأ موجودة في سفر الخروج. اصحاح 25: 8 حيث يرد: «فيصنعون لي مقدسا لأسكن في وسطهم» يشير التعبير «في وسطهم»، وفقًا للتقاليد اليهودية، إلى أنه لا ينبغي فهم الحرم على أنه مكان سكن الله، بل كرمز لقداسة الله، التي كان على الناس أن يرقوا إليها عندما تكون روحه في مجتمعهم. خدمت الخيمة الإسرائيليين كنقطة إلتقاء مركزية مع الله خلال تيه الصحراء وحتى عهد الملك داود. في البداية تم حملها في التراحال، ثم صار إلى تحديدها في شيلو ، تقريبًا في منتصف مملكة إسرائيل. بعد احتلال داود لأورشليم وانتزاغها من اليبوسيين وجعلها عاصمة لإسرائيل، أحضر داود حرم الخيمة إلى هناك. في وقت لاحق ربما جرى تخزينها في شكل مفكك في معبد سليمان؛ وفقدت على أبعد تقدير عندما تم تدمير هذا المعبد.

## هيكل المسكن

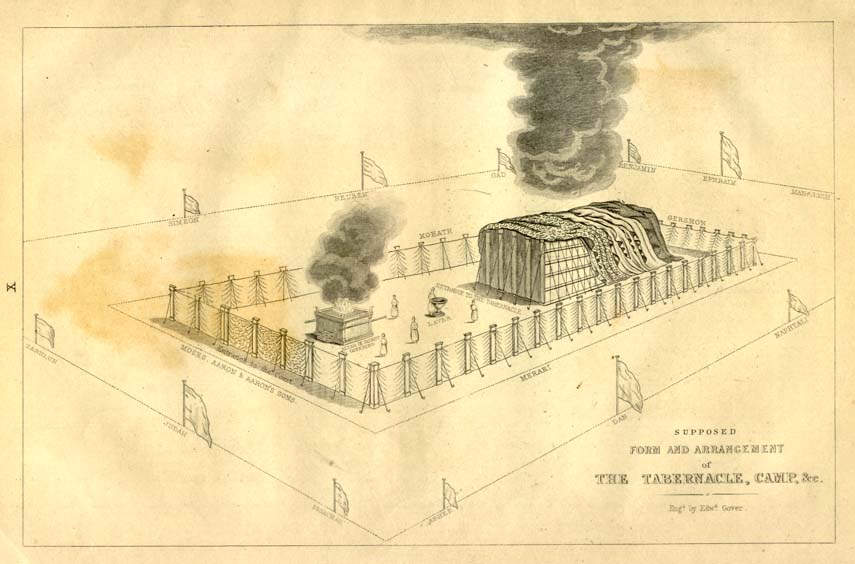
رسم للحرم الصحراوي مع قرابين محرقة (مقدمة) وسكينة الله كسحابة فوق المسكن مع تابوت داخله

الأحجام معطاة في الكتاب المقدس بالذراع، والتي يمكن أن يكون مكافئها الحالي بين 45 سم و 52.5 سم. طبقًا لوصف الكتاب المقدس، كان المسكن 30 ذراعًا، وارتفاعه 10 أذرع وعرضه 10 أذرع. في الداخل كان القدس وقدس الأقداس ، والذي كان أطوله يزيد مرتين على عرضه. يتكون البناء من هياكل خشبية. كانت مصنوعة من خشب السنط المطلي بالذهب. تم تعليق أغطية الكتان على هذا الإطار، طُرز عليها الكروبيم الملون. وكانت أغطية الكتان مغطى بشقق من شعر الماعز، والسقوف من جلود كباش محمرة ء الملونة ثم أخيرا السقوف من جلد تُخَسٍ (أطوم أو أي شيء آخر، فالترجمة الدقيقة للكلمة العبرية المقابلة هي תְּחָשִׁ֖ים لم تعد معروفة).

### المقدس
عند مدخل القدس ( קֹדֶשׁ) وقفت خمسة أعمدة مطلية بالذهب. احتوى القدس على الشمعدان الذهبي، والمذبح الذهبي لتقدمة البخور، وطاولة الخبز الذهبية مع المعدات المرتبطة بها.

### قدس الأقداس
قدس الاقداس (קדש הקדשים قدش قدشيم)، كان مفصولًا بستار داخل الحرم. ودخوله حكرًا على الكاهن الأكبر مرة واحدة فقط في السنة في يوم كيبور. في الحرم كان تابوت العهد، الذي كان له غطاء مزين اثنين من بكروبين.

### الباحة
كان المسكن محاطاً بفناء أمامي قياس 100 × 50 ذراعاً. ويحيط خارج الفناء سور من الكتان، بارتفاع خمسة أذرع، مثبت بأعمدة نحاسية. في الفناء نُصب مذبح اضحية الحرق وحوض نحاسي مملوء بالماء لغسل الكهنة.

## اشارات العهد الجديد
ذكر المسكن عدة مرات في الرسالة إلى العبرانيين في العهد الجديد تحت اسم «قدس». بحسب الرسالة إلى العبرانيين. اصحاح 8: 2 يخدم يسوع بصفته رئيس الكهنة الحقيقي في السماء، وهو المسكن الحقيقي لله. وبناء الحرم من قبل الناس هو فقط انعكاس للمسكن السماوي الرسالة إلى العبرانيين. اصحاح 8، 5
.

## هوامش
1. ↑  سفر الخروج. اصحاح 26: 1
2. ↑  سفر الخروج. اصحاح 26: 7
3. ↑  سفر الخروج. اصحاح 25: 8
4. ↑  سفر العدد. اصحاح 17: 7
5. ↑  سفر العدد. اصحاح 17: 4
6. ↑  Pentateuch und Haftaroth mit Kommentar von Dr. Hertz, Verlag Morascha Zürich 1984, Band II, S. 296